# Граф Нулин (балет)
«Граф Нулин» — балет, написанный Борисом Асафьевым в 1940—1941 годах. В основе балета — одноимённая шуточная поэма Александра Пушкина. Композитор посвятил балет Анатолию Лядову, у которого учился в классе композиции.

## Описание
Поэма «Граф Нулин», которую критики назвали «анекдотом в стихах», была написана Александром Пушкиным в 1825 году, во время ссылки в Михайловском. 
Сюжет балета следует сюжету поэмы Пушкина. История начинается с того, что молодой барин едет осенью на охоту, и его супруга Наташа остаётся в поместье одна. Внезапно появляется гость, чья коляска перевернулась неподалеку. Незнакомец представляется графом Нулиным. Ночью он пытается соблазнить Наташу, но получает пощёчину. Утром Наташа не подает виду, что ночью были какие-то происшествия, а когда появляется муж, граф покидает усадьбу.
Создавая партитуру «Графа Нулина», Асафьев отошёл от привычной концепции советского балета. В структуре спектакля отсутствуют балетные акты, но есть деление на сцены: спектакль включает в себя восемь сцен, пролог и эпилог. 
Главные герои балета имеют собственные лейттемы. Лейттемой мужа Натальи Павловны становится тема охоты. В ней сть характерная тональность F-dur, фанфарность, пунктирный ритм, тембр валторн в оркестре. Тема Натальи Павловны представляет собой лирический вальс. Лейтмотив графа Нулина — французская песня J’ai vu partout dans mes voyages на стихи де Беранже.
В третьей сцене чередуются короткие и контрастные музыкальные фрагменты. Четвертая сцена построена как классическая балетная сюита. В ней идёт чередование вальса, польки, полонеза, есть две вариации — Натальи Павловны и Графа Нулина. В финале сцены — галоп. 
Балет был закончен до начала войны, однако не был поставлен на сцене. 

## Фильм-балет
В 1959 году на основе партитуры Асафьева был создан фильм-балет для ленинградского телевидения, ставший первым советским телебалетом. Для подготовки к началу работы понадобился почти год. Балетмейстером выступил Владимир Варковицкий, в главных ролях снялись артисты балета Большого театра. Длительность фильма — примерно 35 минут.